# Nombre premier unique
Un nombre premier différent de 2 et 5 est dit unique si la période du développement décimal de son inverse n'est égale à la période du développement décimal d'aucun autre inverse de nombre premier.
Les nombres premiers uniques ont été décrits pour la première fois par Samuel Yates en 1980.
Un nombre premier p est unique et de période n si et seulement si il existe un entier naturel c tel que :
{\displaystyle {\frac {\Phi _{n}(10)}{\mathrm {pgcd} (\Phi _{n}(10),n)}}=p^{c}}
où {\displaystyle \Phi _{n}} est le n-ième polynôme cyclotomique.
La table ci-dessous rassemble les plus petits nombres premiers uniques p connus (suite A040017 de l'OEIS) et indique la longueur de la période de 1/p (suite  A051627) :
| Longueur de la période | Nombre premier                                         |
| ---------------------- | ------------------------------------------------------ |
| 1                      | 3                                                      |
| 2                      | 11                                                     |
| 3                      | 37                                                     |
| 4                      | 101                                                    |
| 10                     | 9 091                                                  |
| 12                     | 9 901                                                  |
| 9                      | 333 667                                                |
| 14                     | 909 091                                                |
| 24                     | 99 990 001                                             |
| 36                     | 999 999 000 001                                        |
| 48                     | 9 999 999 900 000 001                                  |
| 38                     | 909 090 909 090 909 091                                |
| 19                     | 1 111 111 111 111 111 111                              |
| 23                     | 11 111 111 111 111 111 111 111                         |
| 39                     | 900 900 900 900 990 990 990 991                        |
| 62                     | 909 090 909 090 909 090 909 090 909 091                |
| 120                    | 100 009 999 999 899 989 999 000 000 010 001            |
| 150                    | 10 000 099 999 999 989 999 899 999 000 000 000 100 001 |